# Anita
Anita (řidčeji Anitta) je ženské jméno hebrejského původu. Další variantou jména je Anitta. Je to španělská podoba jména Anna a vykládá se jako milostná. Podobný původ má i jméno Aneta. Podle českého občanského kalendáře má svátek 26. července.

## Známé nositelky jména
- Anita Bitri
- Anita Borgová
- Anita Briemová
- Anita Bryant
- Anita Carter
- Anita Corbinová
- Anita de Braganza
- Anita Doth
- Anita Ekbergová – švédská herečka
- Anita Ešpandrová – česká herečka, modelka a lektorka
- Anita Görbiczová
- Anita Hartigová – rumunská operní pěvkyně
- Anita Hegerland
- Anita Kajlichová
- Anita Krausová
- Anita Kulcsárová
- Anita Lasker-Wallfisch
- Anita Loosová
- Anita Margová
- Anita Mártonová
- Anita Morris
- Anita O'Day
- Anita Oranžsko-Nasavská
- Anita Pallenbergová
- Anita Sengupta
- Anita Stapsová
- Anita Wachterová
- Anita Włodarczyková – polská atletka
- Anitta – brazilská zpěvačka